# Eva Nogales

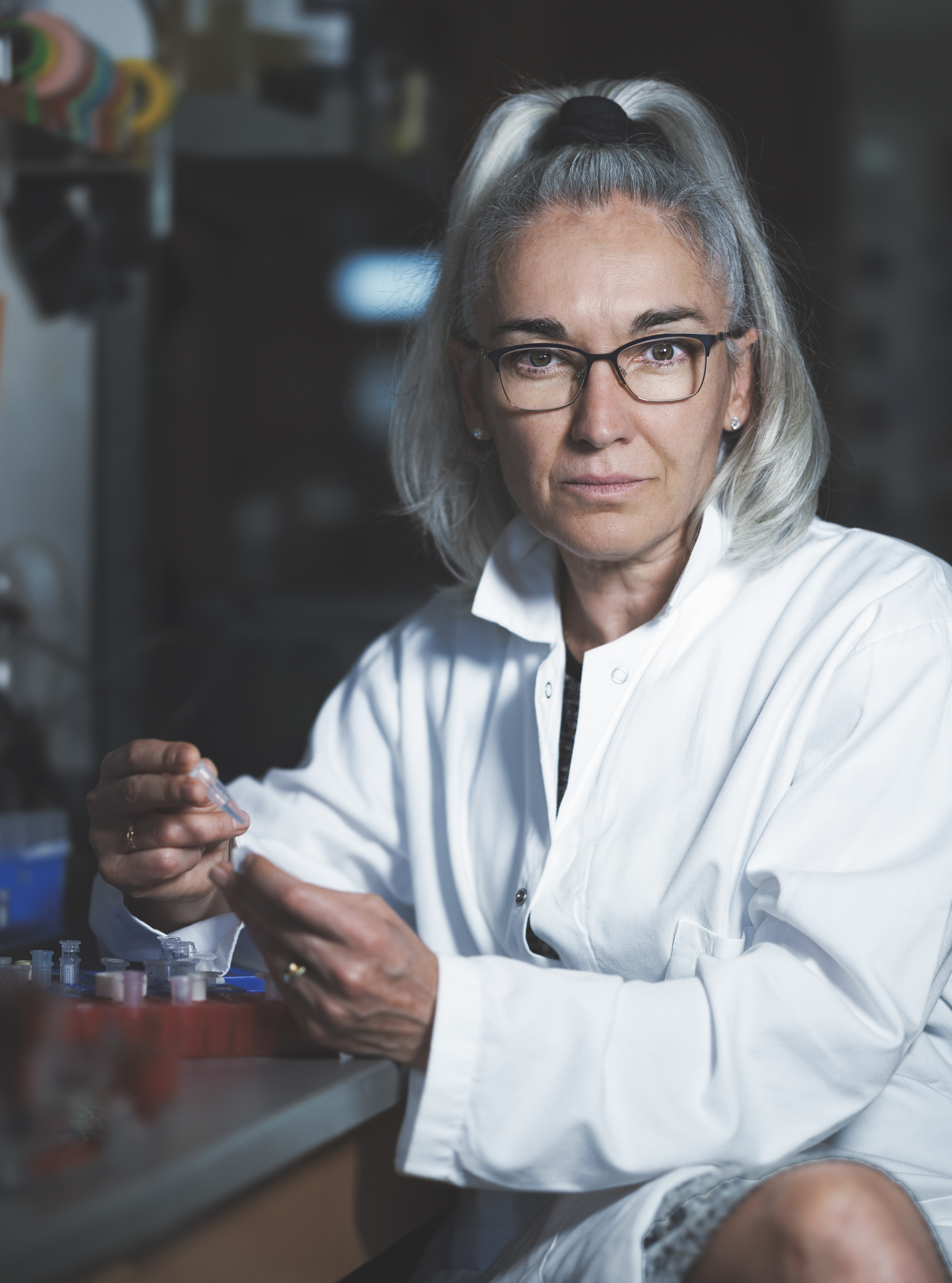
Eva Nogales 2023

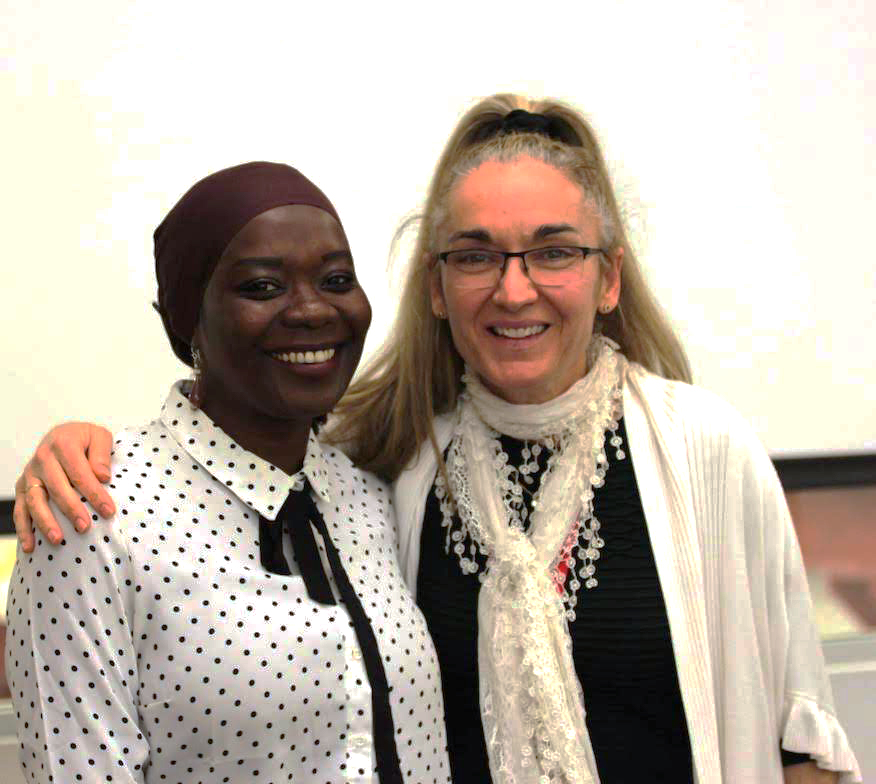
Fadji Maina und Eva Nogales im Berkeley Lab im Jahr 2019

Eva Gálvez Nogales (* 1965 in Colmenar Viejo, Spanien) ist eine spanisch-amerikanische Biophysikerin und Hochschullehrerin. Sie ist Professorin an der University of California, Berkeley, wo sie von 2015 bis 2020 die Abteilung für Biochemie, Biophysik und Strukturbiologie des Department of Molecular and  Cell Biology leitete.

## Leben und Werk
Nogales ist eines von zwei Kindern eines Lastwagenfahrers und einer Hausfrau, die die Ausbildung ihrer Kinder förderten. Nogales studierte Physik an der Autonomen Universität Madrid, wo sie 1988 einen Bachelor of Science-Abschluss erhielt. In Großbritannien promovierte sie in Biophysik am Physics Department der Keele University, während sie an der Synchrotron-Strahlungsquelle im Daresbury Laboratory in Cheshire unter der Leitung von Joan Bordas arbeitete. Sie untersuchte den Zusammenbau von arzneimittelinduzierten Tubulin-Polymeren unter Verwendung von zeitaufgelöster Kleinwinkel-Röntgenstreuung und Kryoelektronenmikroskopie. Insbesondere untersuchte sie Tubulin-Polymere, die in Gegenwart von den Antikrebsmitteln Vinblastin und Taxol zusammengesetzt wurden.

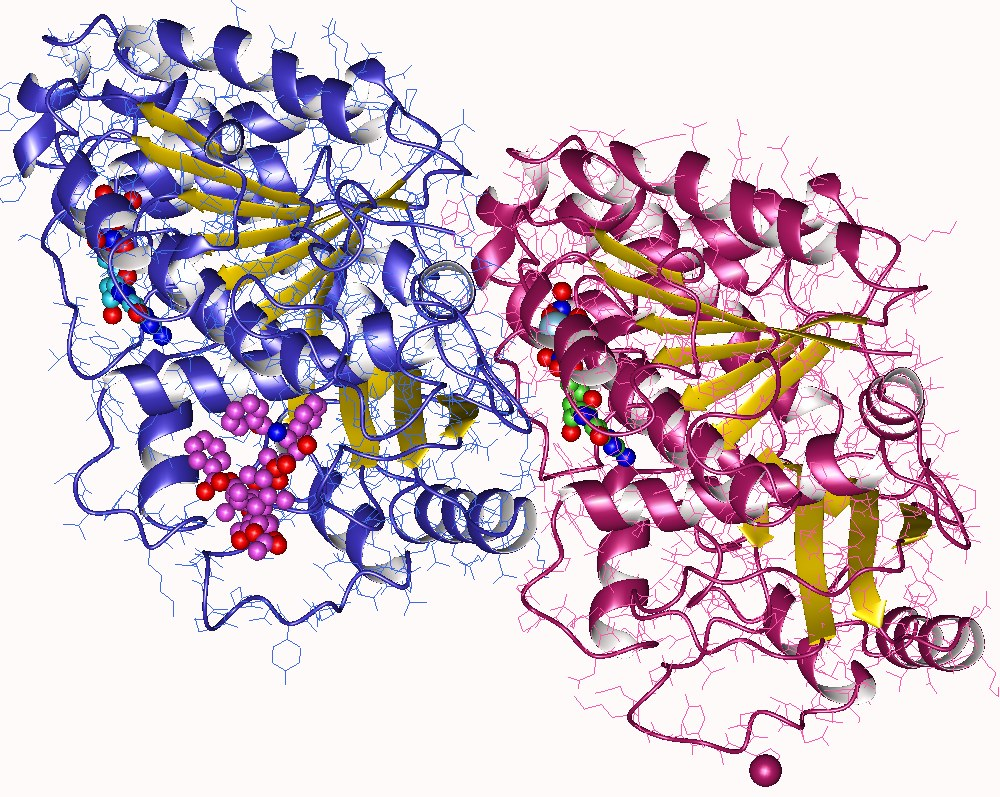
Tubulin AB protein, Bos taurus. Abbildung aus der Veröffentlichung: Refined structure of alpha beta-tubulin at 3.5 A resolution

Von 1993 bis 1995 absolvierte sie ihr Postdoktorat bei Ken Downing am Lawrence Berkeley National Laboratory (LBNL), wo sie Teil des Teams war, das die erste Struktur von Tubulin entschlüsselte. Danach forschte sie ab 1998 in der Abteilung für Molekular- und Zellbiologie der University of California (UC), Berkeley und seit 2000 ist sie Investigator am Howard Hughes Medical Institute.
Nogales ist derzeit Professorin in der Abteilung für Molekulare Zellbiologie an der UC Berkeley und Senior Faculty Scientist am LBNL. Nogales untersucht die molekulare Funktion makromolekularer Anordnungen durch direkte Visualisierung ihrer Architektur, funktionellen Zustände und regulatorischen Wechselwirkungen. Nogales und ihr Team konzentrieren ihre Bemühungen insbesondere auf zwei Bereiche der eukaryotischen Biologie: Regulationsmechanismen, die der Genexpression zugrunde liegen, und die Selbstorganisation des Zytoskeletts während der Zellteilung. Um ein molekulares Verständnis ihrer interessierenden Systeme zu erlangen, verwendet das Team hochmoderne Kryo-Elektronenmikroskopie-Methoden und Bildanalyse sowie biochemische und biophysikalische Assays.
2020 war Nogales Präsidentin der American Society for Cell Biology. Seit 2021 ist sie im Scientific Advisory Board des Forschungsinstituts für Molekulare Pathologie tätig. Im Mai 2025 betrug ihr h-Index laut Google Scholar 100, laut Datenbank Scopus 84.
Nogales ist mit dem Physiker Howard Padmore verheiratet, mit dem sie zwei Söhne hat.

## Mitgliedschaften
- 2015: National Academy of Sciences
- 2016: American Academy of Arts and Sciences (AAAS)
- 2025: Auswärtiges Mitglied der Royal Society

## Auszeichnungen und Ehrungen
- 2005: Early Career Life Scientist Award, Amerikanische Gesellschaft für Zellbiologie[6]
- 2006: Chabot-Wissenschaftspreis für Exzellenz
- 2015: Dorothy Crowfoot Hodgkin-Preis, Protein Society[7]
- 2016: Keith R. Porter Lecture
- Fellow der Biophysical Society
- Fellow der ASCB
- 2018: Women in Cell Biology Award (Senior), American Society for Cell Biology[8]
- 2018: Hans Neurath Lecture
- 2019: Grimwade-Medaille für Biochemie[9]
- 2021: Fellow der AAAS[10]
- 2023: Shaw Prize in Life Sciences[11]

## Veröffentlichungen (Auswahl)
- mit Stefan A. Zukin, Matthew R. Marunde, Irina K. Popova, Katarzyna M. Soczek, Avinash B. Patel: Structure and flexibility of the yeast NuA4 histone acetyltransferase complex. eLife 11, 2022.
- mit María Agustina Domínguez-Martín, Paul V. Sauer, Henning Kirst, Markus Sutter, David Bína, Basil J. Greber, Tomáš Polívka, Cheryl A. Kerfeld:  Structures of a phycobilisome in light-harvesting and photoprotected states. Nature Volume 609, 2022, S. 835–845.
- mit J. Lowe, H. Li, K. H. Downing: Refined structure of alpha beta-tubulin at 3.5 A resolution. Journal of Molecular Biology 313, 2001, S. 1045–1057.